# Beans
I Beans sono un complesso musicale italiano di musica leggera, in auge particolarmente negli anni settanta.

## Storia della band
Il complesso si forma nella seconda metà degli anni sessanta a Catania iniziando a suonare per lo più cover di musica beat. L'esordio discografico avviene nel 1967 con il 45 giri Soltanto Dio/Se una stella.
Nel 1969 attraverso la produzione artistica di Guido e Maurizio De Angelis passano alla ARC, distribuita dalla RCA Italiana; i fratelli De Angelis curano la produzione artistica della canzone Il marinaio, cover di A Salty Dog dei Procol Harum.
Al di là del limitato riscontro nella stagione beat, il gruppo prosegue la sua attività in sala d'incisione nel 1975, promosso dal cantautore Gianni Bella, che consente al quintetto di firmare un contratto discografico con la CGD che produce Come pioveva, un brano del 1918 scritto da Armando Gill.
Il disco riscuote un notevole successo (dal novembre 1975 a marzo 1976 il disco ottiene un buon piazzamento nelle classifiche di vendita, soprattutto nella fascia cosiddetta dei dischi caldi), e vende oltre mezzo milione di copie.
Il 1977 è un anno fortunato per il complesso dei Beans; il 16 luglio la band partecipa alla "2ª Rassegna internazionale dei Complessi" (manifestazione che si tiene nel palazzo dello sport di Pesaro all'interno del "Pesaro Summer Show 77"), presentata da Pippo Baudo e sull'onda del successo ottenuto durante l'anno compie una tournée che tocca Canada,  USA e Sud America, dove i dischi del sestetto figurano nelle classifiche dei dischi più venduti.
In questo periodo, il supporto creativo viene fornito al gruppo dal conterraneo Gianni Bella per la musica e da suo fratello Antonio Bella per i testi che, fatta eccezione per alcuni brani, firmano tutte le canzoni del repertorio del complesso. Antonio collabora occasionalmente come nel caso del brano Non si può morire dentro (successo inciso da Gianni Bella) in cui presta la voce per la parte corale.
Con il brano Soli (musica di Gianni Bella, testo di Antonio Bella) il complesso partecipa al Festival di Sanremo 1978 nella categoria complessi.
Alla fine del 1979 il cantante Franco Morgia e il bassista Tony Ranno lasciano la formazione e, qualche mese dopo, anche il tastierista Gino Finocchiaro rassegna le dimissioni: Franco viene sostituito dal fratello gemello Carmelo Morgia, mentre nel ruolo di tastierista subentra Gaetano Coco.
Nel 1994, il complesso si compone di Pippo Panascì, del batterista Pietro Paolo "Folletto" Cristaldi e di Carmelo Morgia, coadiuvati da Dario Stivala alla chitarra e Angelo Romeo al pianoforte e ai synth. Con questa formazione il quintetto entra in sala di registrazione e ne esce con un album dal titolo "Ancora una volta si può".
Nel 1996 il gruppo realizza l'album dal titolo Ever-green, distribuito dalla Sony Music e destinato soprattutto al mercato europeo. 
Nel 2001 un altro importante progetto vede il complesso dei Beans (coadiuvato dall'orchestra del teatro Vincenzo Bellini di Catania) cimentarsi nell'interpretazione dei più grandi successi di Lucio Battisti; lo spettacolo viene portato in tournée e ad esso fa seguito un album CD live.
Nel 2002 la band pubblica un album contenente, tra gli altri, Stelle (cover della canzone Heaven Must be Missing an Angel, brano appartenente al repertorio dei Tavares).
Nel 2005, il complesso dei Beans pubblica un album  intitolato Beans per sempre, summa dell'attività del gruppo e miscellanea di sonorità che va dal Beans style alla musica latina. Nel disco, fra i brani inclusi figurano I giorni che vivrò (cover di My all), Voglio morir d'amor (versione italiana di Con cada beso), Joena (cover dell'originale omonimo della Kool and the Gang).
Il complesso dei Beans ha realizzato la sigla  finale del programma sportivo Il processo di Biscardi (LA7); è intervenuto, più volte, alla trasmissione televisiva La vita in diretta (Raiuno) condotta da Michele Cucuzza ed è stato ospite nella trasmissione I Migliori Anni (Raiuno) presentata da Carlo Conti.
Nel 2006 anche Giuseppe Panascì lascia la formazione e dal 2010 la band (non più nella compagine originaria ma supportata di volta in volta da validi musicisti) assesta la sua attività alternando i concerti (sempre all'interno del circuito regionale) alla cura delle riedizioni dei brani del suo repertorio.
Negli ultimi dieci anni la formazione del complesso dei Beans si  ricompattata con gli stessi elementi di sempre. Attorno al nucleo composto dal batterista Pietro Paolo Cristaldi (detto Folletto) si sono riuniti Carmelo Morgia, i chitarristi Pippo Grillo e Pippo Panascì, il bassista Tony Ranno (questi ultimi sono membri storici della band); completa la formazione il pianista Salvatore Finocchiaro (figlio di Gino Finocchiaro, già nel nucleo degli esordi).
Nel 2024 il brano Cara, viene inserito nella colonna sonora della serie tv Supersex, disponibile su Netflix.

## Formazione
- Armando Simola: voce solista (dal 1967 al 1969)
- Salvatore Trovato: voce solista (dal 1969 al 1972)
- Kim Arena: voce solista (dal 1972  al 1973)
- Franco Morgia: voce solista, chitarra (dal 1972 al 1979)
- Carmelo Morgia: voce solista, chitarra (dal 1979)
- Giuseppe Russo: chitarra (dal 1969 al 1971)
- Olimpio Petrossi: chitarra e cori  (nel 1967 e dal 1971 al 1972)
- Pippo Panascì: chitarre e cori (dal 1973)
- Giuseppe Grillo: chitarre e cori (dal 1972)
- Pier Paolo Cristaldi (detto folletto: batteria (dal 1967)
- Tony Ranno: basso, cori (dal 1967)
- Gino Finocchiaro: tastiere, cori (dal 1967 al 1979)
- Gaetano Coco: tastiere, cori (dal 1979 al 1983)
- Salvo Comis: tastiere, cori (dal 1983 al 1987)
- Angelo Romeo: tastiere, cori (dal 1987 al 1991)
- Dario Stivala: chitarra, cori (dal 1987 al 1991)
- Alex Magrì: tastiere, cori (dal 1989 al 2006)
- Maurizio Cristaldi: (percussionista), cori (2006)
- Salvo Finocchiaro: (tastierista), cori (2006)

## Discografia
La produzione discografica dei Beans si estende dal 1967 all'ultimo album pubblicato, nel 2006:

### Album in studio
- 1975: Come pioveva (CGD, 81176)
- 1976: Sto piangendo (CGD, 81732; l'album contiene cinque canzoni tratte dal precedente LP e cinque inediti)
- 1978: Soli (CGD, 20037)
- 1983: Beans (La Ciminiera, CMR 79003)
- 1990: Ancora una volta si può (Seamusica, ISO 0032)
- 1991: Evergreen (Seamusica ISO 1058)
- 1998: Stelle (DiscoBoom, CD 10041; nuove versioni di vecchi successi con 5 inediti)
- 2001: I Beans cantano Battisti (DiscoBoom, CD 10076)

### Raccolte
- 1979 - Il meglio dei Beans

- 2005: I Beans per sempre (DiscoBoom)
- 2006: Le più belle canzoni dei Beans (Warner, 5051011-2926-2-0)
- 2016 - Playlist

### Singoli
- 1967: Soltanto Dio/Se una stella (SIR, TS 9063)
- 1969: Un marinaio/Occhi buoni (ARC, AN 4190)
- 1975: Come pioveva/Io la conosco (CGD, 3634)
- 1976: Sto piangendo/Vuol dire che ti amo (CGD, 4530)
- 1977: Cara/Se mi lasci donna mia (CGD, 5313)
- 1978: Soli/Mi mancherà (CGD, 10050)
- 1979: Un altro amore/Lasciamoci (CGD, 10121)
- 1979: Chiusa/Se (CGD, 10224)
- 1981: T'aspetterò/Silvia (La Ciminiera, 78002)
- 1982: Ti darò/Come lo sai (La Ciminiera, 78006)
- 1983: In Paradiso non ci vai/Norma] (La Ciminiera, 78011)

### Singoli pubblicati all'estero
- 1976: Cómo llovía/Yo la conozco (CGD, 3634; pubblicato in Spagna,Sud America)
- 1977: Estoy llorando / La verdad es que te quiero (CGD, pubblicato in Sud America)